# Bola de Prata (Primeira Liga)
Bola de Prata é um troféu oferecido todas as épocas ao melhor marcador da Primeira Liga. Foi criada pelo jornal A Bola na temporada de 1952–53.
O primeiro a inscrever o seu nome na lista dos vencedores do troféu foi o lendário Matateu, ao serviço do Belenenses, e o vencedor mais recente foi Viktor Gyökeres ao serviço do Sporting.
Héctor Yazalde detém o recorde de mais golos em uma única temporada, com 46, alcançados na temporada 1973-74. Fernando Peyroteo registou a maior média de golos por jogo, 2.43, em 1937-38.
Houve 48 vencedores. 15 jogadores conquistaram o prémio em mais de uma ocasião, com Eusébio tendo o recorde com sete vitórias. Eusébio também detém o recorde de mais vitórias consecutivas, com cinco. Rui Jordão, Paulinho Cascavel, Mário Jardel e Mehdi Taremi são os únicos jogadores a conquistar o prémio com dois clubes, sendo o Cascavel o único a consegui-lo em temporadas consecutivas.

## Vencedores

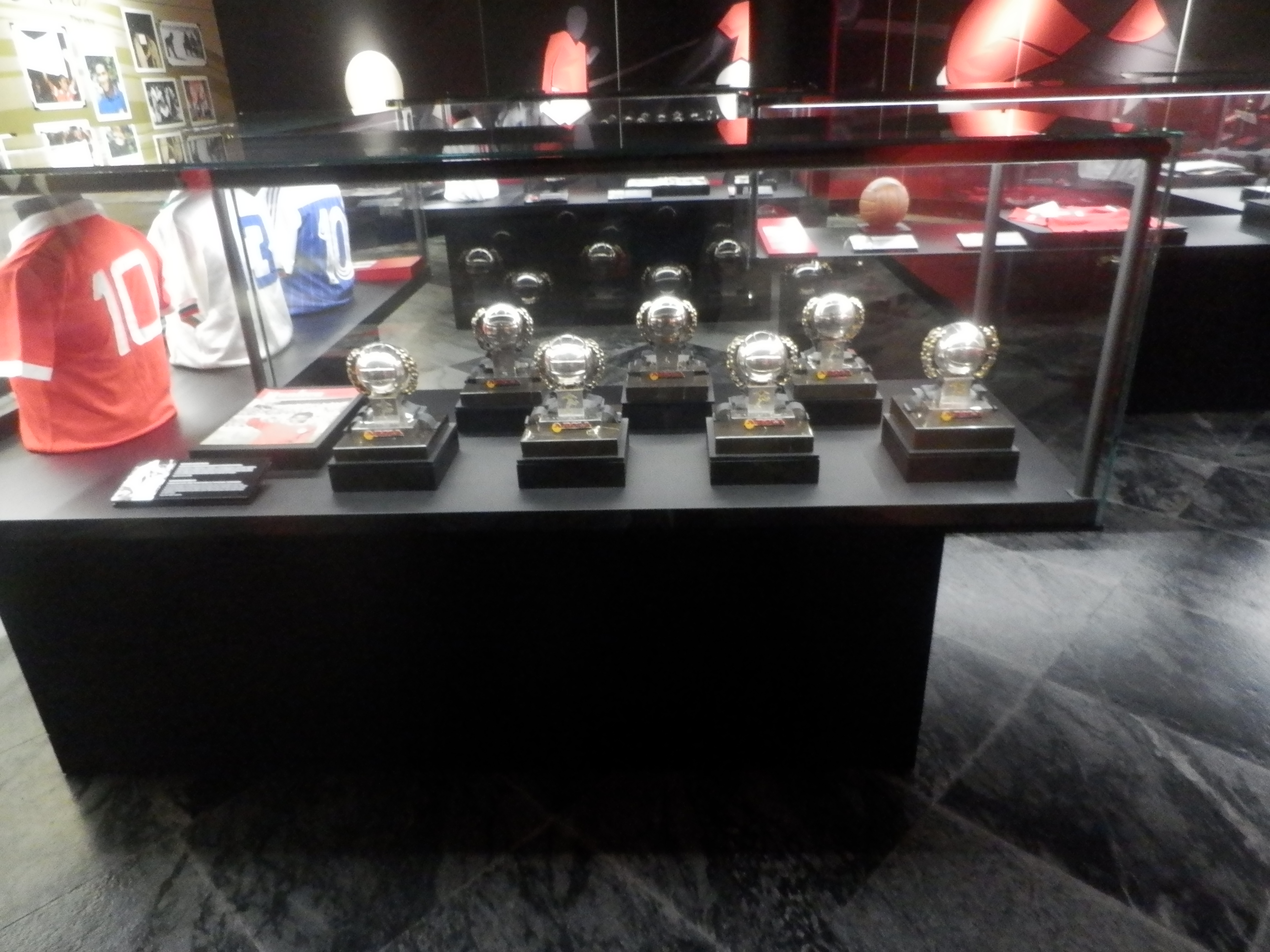
Bolas de Prata de Eusébio, expostas no Museu Cosme Damião.

| † | Indica Temporada com mais que um vencedor                                    |
| ‡ | Indica que o jogador também venceu a Bota de Ouro da UEFA na mesma temporada |
| § | Indica que o clube venceu a Primeira Liga na mesma temporada                 |
| ↑ | Recorde na Primeira Liga                                                     |

Fonte:
|  | Época    | Bola de Prata       | Nacionalidade | Clube                  | Golos | Jogos | Média |
|  | -------- | ------------------- | ------------- | ---------------------- | ----- | ----- | ----- |
|  | 1952/53  | Matateu             | Portugal      | CF Os Belenenses       | 29    | 26    | 1.12  |
|  | 1953/54  | João Martins        | Portugal      | Sporting CP§           | 31    | 23    | 1.35  |
|  | 1954/55  | Matateu             | Portugal      | CF Os Belenenses       | 32    | 26    | 1.23  |
|  | 1955/56  | José Águas          | Portugal      | SL Benfica             | 28    | 26    | 1.08  |
|  | 1956/57  | José Águas          | Portugal      | SL Benfica§            | 30    | 25    | 1.20  |
|  | 1957/58  | Arsénio Duarte      | Portugal      | CUF Barreiro           | 23    | 21    | 1.10  |
|  | 1958/59  | José Águas          | Portugal      | SL Benfica§            | 26    | 24    | 1.08  |
|  | 1959/60  | Edmur Ribeiro       | Brasil        | Vitória SC (Guimarães) | 25    | 25    | 1.00  |
|  | 1960/61  | José Águas          | Portugal      | SL Benfica§            | 27    | 23    | 1.17  |
|  | 1961/62  | Veríssimo           | Brasil        | FC Porto               | 23    | 20    | 1.15  |
|  | 1962/63  | José Augusto Torres | Portugal      | SL Benfica§            | 26    | 21    | 1.24  |
|  | 1963/64  | Eusébio             | Portugal      | SL Benfica§            | 28    | 19    | 1.47  |
|  | 1964/65  | Eusébio             | Portugal      | SL Benfica§            | 28    | 20    | 1.40  |
|  | 1965/66† | Eusébio             | Portugal      | SL Benfica             | 25    | 23    | 1.09  |
|  | 1965/66† | Ernesto Figueiredo  | Portugal      | Sporting CP§           | 25    | 26    | 0.96  |
|  | 1966/67  | Eusébio‡            | Portugal      | SL Benfica§            | 31    | 26    | 1.19  |
|  | 1967/68  | Eusébio             | Portugal      | SL Benfica§            | 43    | 24    | 1.75  |
|  | 1968/69  | Manuel António      | Portugal      | Académica de Coimbra   | 19    | 26    | 0.62  |
|  | 1969/70  | Eusébio             | Portugal      | SL Benfica             | 20    | 22    | 0.91  |
|  | 1970/71  | Artur Jorge         | Portugal      | SL Benfica§            | 23    | 26    | 0.88  |
|  | 1971/72  | Artur Jorge         | Portugal      | SL Benfica§            | 27    | 26    | 1.04  |
|  | 1972/73  | Eusébio‡            | Portugal      | SL Benfica§            | 40    | 28    | 1.43  |
|  | 1973/74  | Héctor Yazalde‡     | Argentina     | Sporting CP§           | 46↑   | 29    | 1.59  |
|  | 1974/75  | Héctor Yazalde      | Argentina     | Sporting CP            | 30    | 26    | 1.15  |
|  | 1975/76  | Rui Jordão          | Portugal      | SL Benfica§            | 30    | 28    | 1.07  |
|  | 1976/77  | Fernando Gomes      | Portugal      | FC Porto               | 26    | 28    | 0.93  |
|  | 1977/78  | Fernando Gomes      | Portugal      | FC Porto§              | 25    | 25    | 1.00  |
|  | 1978/79  | Fernando Gomes      | Portugal      | FC Porto§              | 27    | 29    | 0.93  |
|  | 1979/80  | Rui Jordão          | Portugal      | Sporting CP§           | 31    | 20    | 1.03  |
|  | 1980/81  | Nené                | Portugal      | SL Benfica§            | 20    | 29    | 0.69  |
|  | 1981/82  | Jacques Pereira     | Portugal      | FC Porto               | 27    | 30    | 0.90  |
|  | 1982/83  | Fernando Gomes‡     | Portugal      | FC Porto               | 36    | 29    | 1.24  |
|  | 1983/84† | Fernando Gomes      | Portugal      | FC Porto§              | 21    | 23    | 0.91  |
|  | 1983/84† | Nené                | Portugal      | SL Benfica             | 21    | 26    | 0.81  |
|  | 1984/85  | Fernando Gomes‡     | Portugal      | FC Porto§              | 39    | 30    | 1.30  |
|  | 1985/86  | Manuel Fernandes    | Portugal      | Sporting CP            | 30    | 29    | 1.03  |
|  | 1986/87  | Paulinho Cascavel   | Brasil        | Vitória SC (Guimarães) | 22    | 30    | 0.73  |
|  | 1987/88  | Paulinho Cascavel   | Brasil        | Sporting CP            | 23    | 38    | 0.61  |
|  | 1988/89  | Vata                | Angola        | SL Benfica§            | 16    | 27    | 0.59  |
|  | 1989/90  | Mats Magnusson      | Suécia        | SL Benfica             | 33    | 32    | 1.03  |
|  | 1990/91  | Rui Águas           | Portugal      | SL Benfica§            | 25    | 37    | 0.68  |
|  | 1991/92  | Ricky               | Nigéria       | Boavista FC            | 30    | 34    | 0.88  |
|  | 1992/93  | Jorge Cadete        | Portugal      | Sporting CP            | 18    | 34    | 0.53  |
|  | 1993/94  | Rashidi Yekini      | Nigéria       | Vitória FC (Setúbal)   | 21    | 28    | 0.75  |
|  | 1994/95  | Hassan Nader        | Marrocos      | SC Farense             | 21    | 31    | 0.68  |
|  | 1995/96  | Domingos            | Portugal      | FC Porto§              | 25    | 29    | 0.86  |
|  | 1996/97  | Mário Jardel        | Brasil        | FC Porto§              | 30    | 31    | 0.97  |
|  | 1997/98  | Mário Jardel        | Brasil        | FC Porto§              | 26    | 30    | 0.87  |
|  | 1998/99  | Mário Jardel‡       | Brasil        | FC Porto§              | 36    | 32    | 1.13  |
|  | 1999/00  | Mário Jardel        | Brasil        | FC Porto               | 37    | 32    | 1.16  |
|  | 2000/01  | Renivaldo Pena      | Brasil        | FC Porto               | 22    | 29    | 0.76  |
|  | 2001/02  | Mário Jardel‡       | Brasil        | Sporting CP§           | 42    | 30    | 1.40  |
|  | 2002/03† | Fary Faye           | Senegal       | SC Beira-Mar           | 18    | 31    | 0.58  |
|  | 2002/03† | Simão               | Portugal      | SL Benfica             | 18    | 33    | 0.55  |
|  | 2003/04  | Benni McCarthy      | África do Sul | FC Porto§              | 20    | 29    | 0.69  |
|  | 2004/05  | Liedson             | Brasil        | Sporting CP            | 25    | 31    | 0.81  |
|  | 2005/06  | Meyong              | Camarões      | CF Os Belenenses       | 17    | 26    | 0.65  |
|  | 2006/07  | Liedson             | Brasil        | Sporting CP            | 15    | 28    | 0.54  |
|  | 2007/08  | Lisandro Lopez      | Argentina     | FC Porto§              | 24    | 27    | 0.89  |
|  | 2008/09  | Nenê                | Brasil        | CD Nacional            | 20    | 28    | 0.71  |
|  | 2009/10  | Óscar Cardozo       | Paraguai      | SL Benfica§            | 26    | 29    | 0.90  |
|  | 2010/11  | Hulk                | Brasil        | FC Porto§              | 23    | 26    | 0.88  |
|  | 2011/12† | Óscar Cardozo       | Paraguai      | SL Benfica             | 20    | 29    | 0.69  |
|  | 2011/12† | Lima                | Brasil        | SC Braga               | 20    | 30    | 0.67  |
|  | 2012/13  | Jackson Martínez    | Colombia      | FC Porto§              | 26    | 30    | 0.87  |
|  | 2013/14  | Jackson Martínez    | Colombia      | FC Porto               | 20    | 30    | 0.67  |
|  | 2014/15  | Jackson Martínez    | Colombia      | FC Porto               | 21    | 30    | 0.70  |
|  | 2015/16  | Jonas               | Brasil        | SL Benfica§            | 32    | 34    | 0.94  |
|  | 2016/17  | Bas Dost            | Holanda       | Sporting CP            | 34    | 31    | 1.10  |
|  | 2017/18  | Jonas               | Brasil        | SL Benfica             | 34    | 29    | 1.17  |
|  | 2018/19  | Haris Seferovic     | Suiça         | SL Benfica§            | 23    | 29    | 0.79  |
|  | 2019/20† | Carlos Vinícius     | Brasil        | SL Benfica             | 18    | 32    | 0.59  |
|  | 2019/20† | Mehdi Taremi        | Irão          | Rio Ave FC             | 18    | 30    | 0.60  |
|  | 2019/20† | Pizzi               | Portugal      | SL Benfica             | 18    | 32    | 0.59  |
|  | 2020/21  | Pedro Gonçalves     | Portugal      | Sporting CP§           | 23    | 32    | 0.72  |
|  | 2021/22  | Darwin Núñez        | Uruguai       | SL Benfica             | 26    | 28    | 0.93  |
|  | 2022/23  | Mehdi Taremi        | Irão          | FC Porto               | 22    | 33    | 0.67  |
|  | 2023/24  | Viktor Gyökeres     | Suécia        | Sporting CP§           | 29    | 33    | 0.88  |

### Desempenho por clube
| Clube                  | Melhor Marcador "Bota de Prata" | Melhor Marcador "Bola de Prata" | Melhor Marcador (total) | Épocas Melhor Marcadores "Bota de Prata" // Épocas Melhores Marcadores "Bola de Prata" |
| SL Benfica             | 3                               | 28                              | 31                      | 1942–1943, 1949–1950, 1951–1952, 1955–1956, 1956–1957, 1958–1959, 1960–1961, 1962–1963, 1963–1964, 1964–1965, 1965–1966, 1966–1967, 1967–1968, 1969–1970, 1970–1971, 1971–1972, 1972–1973, 1975–1976, 1980–1981, 1983–1984, 1988–1989, 1989–1990, 1990–1991, 2002–2003, 2009–2010, 2011–2012, 2015–2016, 2017–2018, 2018–2019, 2019–2020, 2021–2022 |
| FC Porto               | 4                               | 21                              | 25                      | 1935–1936, 1938–1939, 1941–1942, 1947–1948, 1960–1961, 1976–1977, 1977–1978, 1978–1979, 1981–1982, 1982–1983, 1983–1984, 1984–1985, 1995–1996, 1996–1997, 1997–1998, 1998–1999, 1999–2000, 2000–2001, 2003–2004, 2007–2008, 2010–2011, 2012–2013, 2013–2014, 2014–2015, 2022-2023                                                                   |
| Sporting CP            | 9                               | 13                              | 22                      | 1934–1935, 1936–1937, 1937–1938, 1939–1940, 1940–1941, 1945–1946, 1946–1947, 1948–1949, 1950–1951, 1953–1954, 1973–1974, 1974–1975, 1979–1980, 1985–1986, 1987–1988, 1992–1993, 2001–2002, 2004–2005, 2006–2007, 2016–2017, 2020–2021, 2023-2024 |
| CF Os Belenenses       | -                               | 3                               | 3                       | 1952–1953, 1954–1955, 2005–2006 |
| Vitória FC (Setúbal)   | 2                               | 1                               | 3                       | 1943–1944, 1944–1945, 1993–1994 |
| Vitória SC (Guimarães) | -                               | 2                               | 2                       | 1959–1960, 1986–1987 |
| CUF Barreiro           | -                               | 1                               | 1                       | 1957–1958 |
| Académica              | -                               | 1                               | 1                       | 1968–1969 |
| Boavista FC            | -                               | 1                               | 1                       | 1991–1992 |
| SC Farense             | -                               | 1                               | 1                       | 1994–1995 |
| Beira-Mar              | -                               | 1                               | 1                       | 2002–2003 |
| CD Nacional            | -                               | 1                               | 1                       | 2008–2009 |